# 8796 Sonnett
8796 Sonnett eller 1981 EA12 är en asteroid i huvudbältet som upptäcktes den 7 mars 1981 av den amerikanska astronomen Schelte J. Bus vid Siding Spring-observatoriet. Den är uppkallad efter Sarah Sonnett.